# Allium neapolitanum
Allium neapolitanum Cirillo, conhecido pelos nomes comuns de alho-sem-cheiro, cebolinho-cheiroso ou alho napolitano, é uma planta da família Alliaceae (que inclui os alhos e as cebolas comuns).

## Descrição
Tem flores hermafroditas. O bolbo é revestido de uma túnica castanha.
É utilizada como planta de jardim na Grã-Bretanha. O seu bolbo pode ser utilizado como condimento.
Prefere habitats com solos arenosos.